# Kańczuga
Kańczuga é um município da Polônia, na voivodia da Subcarpácia e no condado de Przeworsk. Estende-se por uma área de 7,6 km², com 3 222 habitantes, segundo os censos de 2016, com uma densidade de 423,9 hab/km².